# Campeonato Mundial de Atletismo Júnior de 2014 - Salto em distância feminino
A prova do salto em distância feminino do Campeonato Mundial de Atletismo Júnior de 2014 ocorreu entre os  dias 22 e 23 de julho em Eugene, nos Estados Unidos. 

## Recordes
Antes desta competição, os recordes mundiais e do campeonato nesta prova eram os seguintes:
|     | Nome            | Nacionalidade     | Distância | Local      | Data                 |
| --- | --------------- | ----------------- | --------- | ---------- | -------------------- |
| WJR | Heike Drechsler | Alemanha Oriental | 7.14 m    | Bratislava | 4 de junho de 1983   |
| CR  | Fiona May       | Reino Unido       | 6.88 m    | Sudbury    | 30 de agosto de 1988 |

## Medalhistas
| Ouro              | Prata                   | Bronze              |
| Akela Jones (BAR) | Nadia Akpana Assa (NOR) | Maryse Luzolo (GER) |

## Cronograma
Todos os horários são locais (UTC-7).
| Data        | Hora  | Evento       |
| ----------- | ----- | ------------ |
| 22 de julho | 18:45 | Qualificação |
| 23 de julho | 19:05 | Final        |

## Resultados

### Qualificação
Qualificação: 6,30 m (Q) ou pelo menos melhor 12 qualificado (q) 
Grupo A
| Posição | Atleta               | Nacionalidade  | Tentativas         | Tentativas           | Tentativas         | Resultados          | Notas |
| Posição | Atleta               | Nacionalidade  | 1                  | 2                    | 3                  | Resultados          | Notas |
| ------- | -------------------- | -------------- | ------------------ | -------------------- | ------------------ | ------------------- | ----- |
| 1       | Jogailė Petrokaitė   | Lituânia       | x (w: +0.3 m/s)    | x (w: -0.1 m/s)      | 6.30 (w: -0.2 m/s) | 6.30 (w: -0.2 m/s)  | Q     |
| 2       | Jazmin McCoy         | Estados Unidos | 6.18 (w: +0.1 m/s) | 6.18 (w: +1.3 m/s)   | 6.07 (w: +1.1 m/s) | 6.18 (w: 1.3 m/s)   | q     |
| 3       | Martha Traoré        | Dinamarca      | 6.14 (w: +0.3 m/s) | 5.72 (w: -1.0 m/s)   | 6.00 (w: -0.8 m/s) | 6.14 (w: 0.3 m/s)   | q     |
| 4       | Yulimar Rojas        | Venezuela      | 5.81 (w: +0.2 m/s) | 6.05 (w: +0.8 m/s)   | 5.83 (w: +0.9 m/s) | 6.05 (w: 0.8 m/s)   | q     |
| 5       | Elise Malmberg       | Suécia         | 6.04 (w: +0.8 m/s) | 5.82 (w: +0.3 m/s)   | 5.90 (w: +0.1 m/s) | 6.04 (w: 0.8 m/s)   | q     |
| 6       | Maryna Bekh          | Ucrânia        | 5.87 (w: -0.2 m/s) | 6.03 (w: +1.0 m/s)   | 5.98 (w: +0.2 m/s) | 6.03 (w: 1.0 m/s)   | q     |
| 7       | Audrey Kyriacou      | Austrália      | 5.79 (w: -0.2 m/s) | x (w: +0.1 m/s)      | 6.02 (w: +0.2 m/s) | 6.02 (w: 0.2 m/s)   |       |
| 8       | Anna Bühler          | Alemanha       | 5.85 (w: +0.2 m/s) | 6.00 (w: +1.3 m/s)   | 5.96 (w: +0.4 m/s) | 6.00 (w: 1.3 m/s)   |       |
| 9       | Fátima Diame         | Espanha        | 5.67 (w: +0.2 m/s) | 6.00 (w: +0.5 m/s)   | 5.91 (w: -0.6 m/s) | 6.00 (w: 0.5 m/s)   |       |
| 10      | Claudette Allen      | Jamaica        | x (w: +1.5 m/s)    | 5.97 (w: -0.6 m/s)   | x (w: +1.0 m/s)    | 5.97 (w: -0.6 m/s)  |       |
| 11      | Zinzi Chabangu       | África do Sul  | x (w: -0.6 m/s)    | x (w: +0.5 m/s)      | 5.95 (w: -0.7 m/s) | 5.95 (w: -0.7 m/s)  |       |
| 12      | Mari Dzagnidze       | Geórgia        | 5.78 (w: +0.1 m/s) | 5.84 (w: +1.9 m/s)   | 5.58 (w: +0.1 m/s) | 5.84 (w: 1.9 m/s)   |       |
| 13      | Paola Borović        | Croácia        | x (w: +0.8 m/s)    | x (w: +1.1 m/s)      | 5.83 (w: -1.1 m/s) | 5.83 (w: -1.1 m/s)  |       |
| 14      | Satenik Hovhannisyan | Arménia        | 5.66 (w: +0.4 m/s) | 5.64 (w: -0.3 m/s)   | x (w: m/s)         | 5.66 (w: 0.4 m/s)   |       |
| 15      | Lucinda Gomes        | Portugal       | x (w: +0.6 m/s)    | 5.46 (w: +0.4 m/s)   | 5.61 (w: m/s)      | 5.61 (w: 0.4 m/s)   |       |
| 16      | Wang Rong            | China          | 5.49 (w: -0.1 m/s) | 5.52 w (w: +2.3 m/s) | 5.45 (w: +0.4 m/s) | 5.52 w (w: 2.3 m/s) |       |
| 17      | Ese Brume            | Nigéria        | x w (w: +2.2 m/s)  | x (w: +1.7 m/s)      | 5.18 (w: -0.3 m/s) | 5.18 (w: -0.3 m/s)  |       |

Grupo B
| Posição | Atleta               | Nacionalidade         | Tentativas         | Tentativas         | Tentativas         | Resultados         | Notas  |
| Posição | Atleta               | Nacionalidade         | 1                  | 2                  | 3                  | Resultados         | Notas  |
| ------- | -------------------- | --------------------- | ------------------ | ------------------ | ------------------ | ------------------ | ------ |
| 1       | Nadia Akpana Assa    | Noruega               | 4.76 (w: +0.4 m/s) | 6.39 (w: +1.3 m/s) |                    | 6.39 (w: 1.3 m/s)  | Q, NJR |
| 2       | Akela Jones          | Barbados              | 6.18 (w: +1.6 m/s) | 6.08 (w: -0.5 m/s) | 6.32 (w: -1.1 m/s) | 6.32 (w: -1.1 m/s) | Q      |
| 3       | Rougui Sow           | França                | 5.80 (w: -0.1 m/s) | 6.19 (w: -0.5 m/s) | x (w: -1.1 m/s)    | 6.19 (w: -0.5 m/s) | q      |
| 4       | Génesis Romero       | Venezuela             | 5.96 (w: 0.0 m/s)  | 6.17 (w: +1.0 m/s) | 5.94 (w: -0.8 m/s) | 6.17 (w: 1.0 m/s)  | q      |
| 5       | Maryse Luzolo        | Alemanha              | 6.15 (w: +1.0 m/s) | x (w: -0.3 m/s)    | 6.05 (w: +1.0 m/s) | 6.15 (w: 1.0 m/s)  | q      |
| 6       | Quanesha Burks       | Estados Unidos        | 5.81 (w: +0.5 m/s) | 6.12 (w: +0.1 m/s) | 5.85 (w: -1.8 m/s) | 6.12 (w: 0.1 m/s)  | q      |
| 7       | Teresa Carvalho      | Portugal              | 5.78 (w: +1.3 m/s) | x (w: +0.8 m/s)    | 5.97 (w: -1.3 m/s) | 5.97 (w: -1.3 m/s) |        |
| 8       | Naa Anang            | Austrália             | x (w: +0.6 m/s)    | 5.76 (w: -0.7 m/s) | 5.97 (w: -1.3 m/s) | 5.97 (w: -1.3 m/s) |        |
| 9       | Annastacia Forrester | Jamaica               | 5.70 (w: -0.3 m/s) | 5.87 (w: +0.1 m/s) | 5.61 (w: -0.1 m/s) | 5.87 (w: 0.1 m/s)  |        |
| 10      | Kristal Liburd       | São Cristóvão e Nevis | 5.80 (w: +0.5 m/s) | 5.82 (w: +0.8 m/s) | 5.49 (w: -1.6 m/s) | 5.82 (w: 0.8 m/s)  |        |
| 11      | Yumi Uchinokura      | Japão                 | x (w: -0.4 m/s)    | x (w: +0.6 m/s)    | 5.77 (w: +0.7 m/s) | 5.77 (w: 0.7 m/s)  |        |
| 12      | Li Xiaohong          | China                 | 5.51 (w: -0.4 m/s) | 5.72 (w: +0.5 m/s) | 5.67 (w: -1.6 m/s) | 5.72 (w: 0.5 m/s)  |        |
| 13      | Cora Salas           | Espanha               | 5.72 (w: +0.1 m/s) | x (w: -0.7 m/s)    | 5.66 (w: -0.3 m/s) | 5.72 (w: 0.1 m/s)  |        |
| 14      | Filippa Fotopoulou   | Chipre                | 5.72 (w: -1.0 m/s) | x (w: +0.8 m/s)    | 5.61 (w: -1.6 m/s) | 5.72 (w: -1.0 m/s) |        |
| 15      | Janaina Fernandes    | Brasil                | 5.71 (w: -0.3 m/s) | 5.46 (w: +1.4 m/s) | 5.59 (w: -0.4 m/s) | 5.71 (w: -0.3 m/s) |        |
| 16      | Carla Johnson        | África do Sul         | 5.50 (w: +0.5 m/s) | x (w: +0.4 m/s)    | 4.35 (w: -1.1 m/s) | 5.50 (w: 0.5 m/s)  |        |
| 17      | Dannielle Gibson     | Bahamas               | x (w: -0.7 m/s)    | x (w: +0.4 m/s)    | x (w: -0.7 m/s)    | NM                 |        |

### Final
A prova final foi realizada no dia 23 de julho às 19:05. 
| Posição           | Atleta             | Nacionalidade  | Tentativas         | Tentativas         | Tentativas         | Tentativas         | Tentativas         | Tentativas         | Resultados         | Notas |
| Posição           | Atleta             | Nacionalidade  | 1                  | 2                  | 3                  | 4                  | 5                  | 6                  | Resultados         | Notas |
| ----------------- | ------------------ | -------------- | ------------------ | ------------------ | ------------------ | ------------------ | ------------------ | ------------------ | ------------------ | ----- |
| Medalha de ouro   | Akela Jones        | Barbados       | 6.32 (w: -1.6 m/s) | 6.34 (w: -2.7 m/s) | x (w: +0.7 m/s)    | 6.20 (w: -2.7 m/s) | 6.20 (w: -1.9 m/s) | 6.31 (w: -1.6 m/s) | 6.34 (w: -2.7 m/s) |       |
| Medalha de prata  | Nadia Akpana Assa  | Noruega        | 6.22 (w: -0.5 m/s) | 6.31 (w: -0.4 m/s) | x (w: -0.8 m/s)    | x (w: -0.9 m/s)    | 5.97 (w: -2.8 m/s) | 6.20 (w: -1.2 m/s) | 6.31 (w: -0.4 m/s) |       |
| Medalha de bronze | Maryse Luzolo      | Alemanha       | 6.24 (w: -1.5 m/s) | 6.17 (w: -2.3 m/s) | 5.97 (w: -1.0 m/s) | x (w: -1.1 m/s)    | 6.06 (w: -1.7 m/s) | 6.04 (w: -1.2 m/s) | 6.24 (w: -1.5 m/s) |       |
| 4                 | Jogailė Petrokaitė | Lituânia       | 6.08 (w: -1.7 m/s) | 6.11 (w: -1.5 m/s) | 6.08 (w: -1.4 m/s) | 6.13 (w: -2.6 m/s) | 6.08 (w: -2.8 m/s) | x (w: -1.3 m/s)    | 6.13 (w: -2.6 m/s) |       |
| 5                 | Quanesha Burks     | Estados Unidos | 6.04 (w: +0.9 m/s) | 5.46 (w: -3.0 m/s) | 5.87 (w: -2.0 m/s) | 5.64 (w: -3.0 m/s) | 5.63 (w: -1.8 m/s) | 6.04 (w: -1.2 m/s) | 6.04 (w: -1.2 m/s) |       |
| 6                 | Jazmin McCoy       | Estados Unidos | 6.01 (w: -0.4 m/s) | 5.88 (w: +1.5 m/s) | x (w: -1.8 m/s)    | 5.65 (w: -1.4 m/s) | 5.62 (w: -2.9 m/s) | 5.70 (w: -2.4 m/s) | 6.01 (w: -0.4 m/s) |       |
| 7                 | Rougui Sow         | França         | 5.91 (w: -0.8 m/s) | 5.98 (w: -1.8 m/s) | 5.90 (w: -1.8 m/s) | 5.75 (w: -2.3 m/s) | 5.76 (w: -1.8 m/s) | x (w: -1.1 m/s)    | 5.98 (w: -1.8 m/s) |       |
| 8                 | Elise Malmberg     | Suécia         | 5.95 (w: 0.0 m/s)  | 5.80 (w: -2.3 m/s) | 5.86 (w: -1.5 m/s) | 5.78 (w: -2.0 m/s) | 5.83 (w: -2.3 m/s) | 5.78 (w: -1.8 m/s) | 5.95 (w: 0.0 m/s)  |       |
|                   |                    |                |                    |                    |                    |                    |                    |                    |                    |       |
| 9                 | Maryna Bekh        | Ucrânia        | 5.95 (w: -1.8 m/s) | 5.84 (w: -2.2 m/s) | x (w: +1.4 m/s)    |                    |                    |                    | 5.95 (w: -1.8 m/s) |       |
| 10                | Génesis Romero     | Venezuela      | 5.88 (w: -2.6 m/s) | x (w: -1.3 m/s)    | 5.87 (w: -1.1 m/s) |                    |                    |                    | 5.88 (w: -2.6 m/s) |       |
| 11                | Yulimar Rojas      | Venezuela      | 5.81 (w: -0.3 m/s) | 5.64 (w: -0.6 m/s) | 5.72 (w: -0.5 m/s) |                    |                    |                    | 5.81 (w: -0.3 m/s) |       |
| 12                | Martha Traoré      | Dinamarca      | x (w: -1.7 m/s)    | 5.78 (w: -0.3 m/s) | x (w: -2.4 m/s)    |                    |                    |                    | 5.78 (w: -0.3 m/s) |       |

Legenda
| Recorde mundial       | Recorde mundial (World record)               |                       | Recorde africano                      | Recorde africano (African) |                                           | Q | Classificado por posição (Qualified) |
| Recorde do campeonato | Recorde do campeonato (Championship record)  | Recorde da América    | Recorde da América (Americas)         | q                          | Classificado por melhor tempo (Qualified) |   |                                      |
| Melhor marca do ano   | Melhor marca do ano (World leading)          | Recorde asiático      | Recorde asiático (Asian)              | DNS                        | Não largou (Did not start)                |   |                                      |
| Recorde nacional      | Recorde nacional (National record)           | Recorde europeu       | Recorde europeu (European)            | DNF                        | Não terminou (Did not finish)             |   |                                      |
| Recorde pessoal       | Recorde pessoal do atleta (Personal best)    | Recorde da Oceania    | Recorde da Oceania (Oceania)          | DSQ / DQ                   | Desclassificado (Disqualified)            |   |                                      |
| Recorde da temporada  | Recorde da temporada do atleta (Season best) | Recorde sul-americano | Recorde sul-americano (South America) | NM                         | Sem marca (No mark)                       |   |                                      |